# Paquito D’Rivera
Paquito D'Rivera (? –) sokszoros Grammy-díjas kubai származású amerikai szaxofonos, klerinétos, zeneszerző. A dzsesszben és az „úgynevezett” klasszikus zenében egyaránt otthon van.

## Pályakép
Öt éves korától apja, Tito Rivera, az ismert klasszikus szaxofonos oktatta, de főleg önállóan tanulta a szaxofon mellett klarinétot is, és már fiatalon játszott a Nemzeti Szimfonikus Zenekarban.
Chucho Valdés szaxofonozni és klarinétozni tanította 1960-ban. 1981 elején, egy spanyolországi turné alatt menedéket kért amerikai nagykövetségen – egy jobb élet reményében.
Karrierje az Amerikai Egyesült Államokban bontakozott ki.
2005-ben nyílt levelet írt Carlos Santananak, mert az olyan pólót viselt a 2005. évi akadémiai díjátadáson, amelyen Che Guevara képe volt: hivatkozva Guevara szerepére az ellenforradalmárok kivégzésében Kubában, ideértve a saját unokatestvérét is.

## Lemezek
- Lemezei

## Díjak

### Grammy-díjak
- 1979 Irakere, Best Latin Recording – 22nd Annual Grammy Awards
- 1996 Portraits of Cuba won Best Latin Jazz Performance – 39th Annual Grammy Awards
- 2000 Tropicana Nights won Best Latin Jazz Album – 1st Annual Latin Grammy Awards
- 2001 Live at the Blue Note – won Best Latin Jazz Album – 2nd Annual Latin Grammy Awards
- 2003 Historia del Soldad won Best Classical Album – 4th Annual Latin Grammy Awards
- 2003 Brazilian Dreams won Best Latin Jazz Album – 4th Annual Latin Grammy Awards
- 2004 "Merengue" won Best Instrumental Composition – 47th Annual Grammy Awards
- 2008 Funk Tango won Best Latin Jazz Album – 50th Annual Grammy Awards
- 2011 Panamericana Suite won Best Classical Contemporary Composition – 12th Annual Latin Grammy Awards
- 2011 Panamericana Suite won Best Latin Jazz Album – 12th Annual Latin Grammy Awards
- 2013 Song For Maura won Best Latin Jazz Album, Paquito D'Rivera with Trio Corrente, 56th Annual Grammy Awards
- 2014 Song for Maura won Best Latin Jazz Album, Paquito D'Rivera with Trio Corrente, 15th Annual Latin Grammy Awards

### Egyéb díjai
- 2003 Doctorate Honoris Causa in Music, Berklee College of Music
- 2004 Clarinet of the Year Award, Jazz Journalists Association
- 2005 NEA Jazz Masters
- 2005 National Medal of Arts
- 2006 Clarinet of the Year, Jazz Journalists Association
- 2007 Composer in Residence, Caramoor Center for Music and the Arts
- 2007 Fellowship Award for Music Composition, Guggenheim Foundation
- 2007 Living Jazz Legend Award, The Kennedy Center and The Catherine B. Reynolds Foundation Series for Artistic Excellence
- 2008 President's Award, International Association for Jazz Educators
- 2012 Honorary Doctoral Degree, State University of New York at Old Westbury